# ナタリー・ホーラー
ナタリー・ホーラー（Natalie Horler, 1981年9月23日 - ）は、ドイツの歌手、テレビ司会者。現在はカスケーダのメンバーである。

## 来歴
ホーラーはボン出身。父のデヴィッド（英語版）は、イギリスのジャズミュージシャンである。
2005年にカスケーダを結成。2012年には、ドイツ版の『アメリカン・アイドル』である『Deutschland sucht den Superstar（英語版）』の審査員を務めた。